# Akvarellpapper

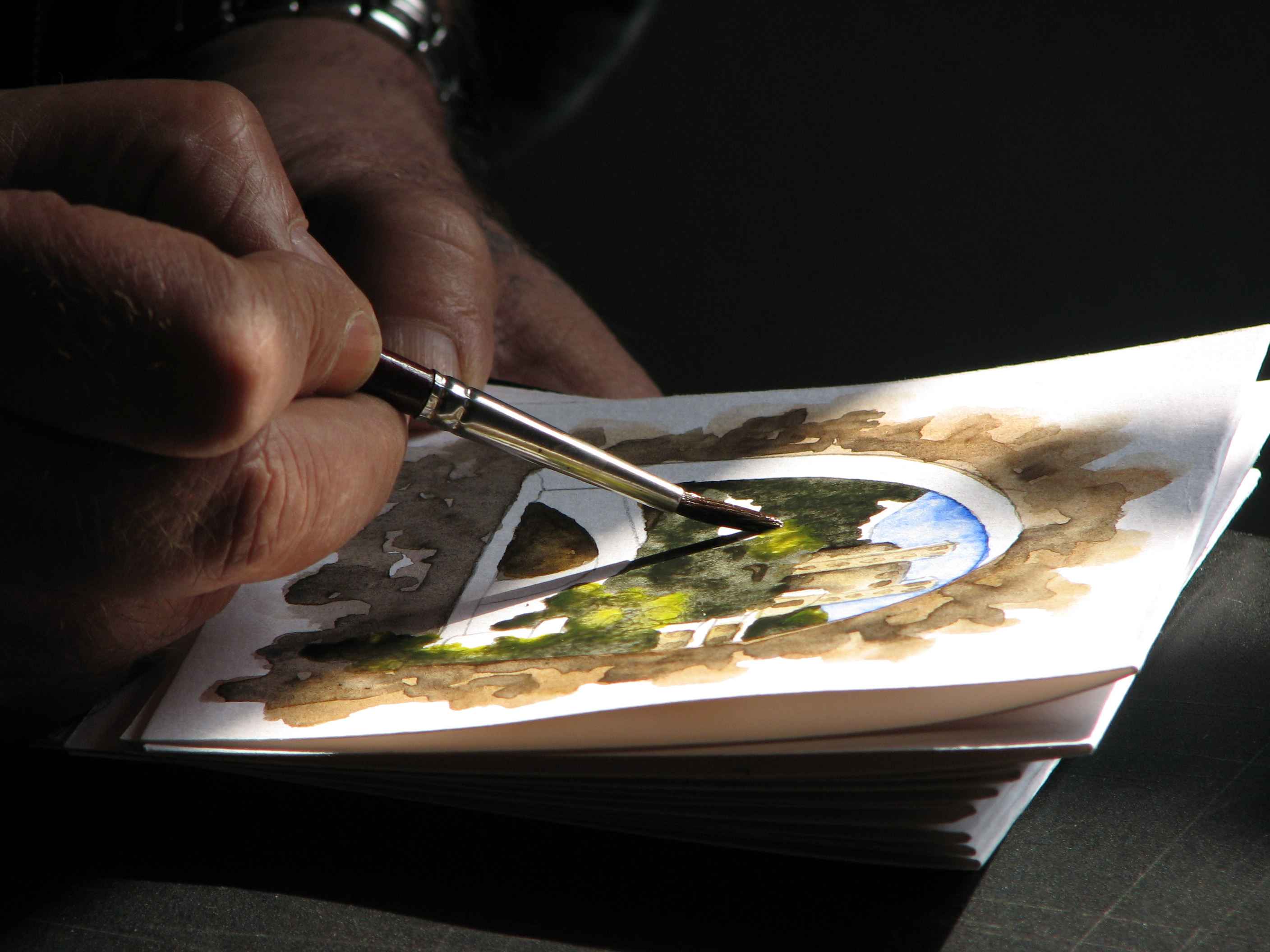
En konstnär målar på ett tjockt akvarellpapper

Akvarellpapper används när man målar med akvarellfärger. Resultatet blir ofta bättre om man målar på papper med större uppsugningsförmåga, än vanligt ritpapper. Det finns därför speciella akvarellpapper i olika gräng (grovhet) och uppsugningsförmåga för att hindra att pappret buktar sig när det torkar.
Papperna säljs arkvis och på block, då oftast med fyra sidor limmade för att hålla pappret i spänn när man målar på det.
Akvarellpapper kan blötas innan de sedan tejpas upp på en plywoodskiva och sedan målas på. Man målar då vått i vått, vilket gör att färgerna flyter ut i varandra mer.